# 日産・E型エンジン

日産・E型エンジンは、かつて日産自動車が製造していた直列4気筒SOHCエンジンである。

## 概要
1981年に日産の小型FF車用のエンジンとして開発され、同社の2代目A型エンジンを置き換えた。
SOHC8バルブ、クロスフロー、同社のエンジンとしては初の試みとなるタイミングベルト（コグドベルト）駆動のカムシャフトなど、1980年代前半の横置専用エンジンとして、標準的な構成となっている。
実用性に配慮した低回転域からトルクのある出力特性であり、組み合わされるトランスミッションとのバランスで、十分な加速性能と燃費経済性を両立している。
E13は電子制御キャブレター仕様のみ、E15は電子制御キャブレター、EGI仕様、ターボ仕様、輸出向けにE16 キャブレター仕様が展開された。
愛称はPLASMA（プラズマ）。当時の日産エンジンはトヨタのLASREシリーズに対抗して、この愛称が与えられていた。

### E13S
排気量1,270cc。
内径×行程：76.0mm×77.0mm
第1世代
75PS / 6,000rpm
10.7kgf·m / 3,600rpm
(グロス表示)
搭載車種
- パルサー 1300（N10・後期型のみ）
- サニー 1300（B11）
- パルサー 1300（N12）
- サニーADバン・パルサーADバン・ダットサンADバン・ニッサンADバン 1300（VB11）

第2世代
67PS / 6,000rpm
10kgf·m / 3,600rpm
(ネット表示)
搭載車種
- サニー 1300（B12）
- パルサー 1300（N13）

### E15S
排気量1,487cc。本形式では最も標準的な仕様である。
内径×行程：76.0mm×82.0mm。
電子制御キャブレター仕様であるが、仕様変更による低燃費仕様もラインナップされた。
第1世代
85PS / 6,000rpm
12.3kgf·m / 3,600rpm (標準仕様)
12.5kgf·m / 3,600rpm (低燃費仕様)
(グロス表示)
搭載車種
- パルサー 1500（N10・後期型のみ）
- ラングレー 1500（N10・後期型のみ）
- サニー 1500（B11）
- ローレルスピリット 1500（B11）
- パルサー 1500（N12）
- パルサーEXA 1500（N12）
- ラングレー 1500（N12）
- リベルタ ビラ 1500（N12）
- プレーリー 1500（M10）
- サニーADバン・パルサーADバン・ダットサンADバン・ニッサンADバン 1500（VB11）

第2世代
73PS / 5,600rpm
11.8kgf·m / 3,200rpm
(ネット表示)
搭載車種
- サニー 1500（B12・前期型のみ）
- パルサー 1500（N13・前期型のみ）
- ローレルスピリット 1500（B12・前期型のみ）
- ラングレー 1500（N13・前期型のみ）
- リベルタビラ 1500（N13・前期型のみ）
- エスカルゴ 1500（G20）

### E15E
排気量1,487cc。
内径×行程：76.0mm×82.0mm。
EGI仕様。
第1世代
95PS / 6,000rpm
12.5kgf·m / 3,600rpm (低燃費仕様)
(グロス表示)
搭載車種
- サニー 1500（B11）
- ローレルスピリット 1500（B11）
- パルサー 1500（N12）
- パルサーEXA 1500（N12）
- ラングレー 1500（N12）
- リベルタ ビラ 1500（N12）

第2世代
82PS / 5,600rpm
12.5kgf·m / 2800rpm
(ネット表示)
搭載車種
- サニー（B12・前期型のみ）
- ローレルスピリット（B12・前期型のみ）
- パルサー（N13・前期型のみ）
- ラングレー 1500（N13・前期型のみ）
- リベルタ ビラ 1500（N13・前期型のみ）

### E15ET
排気量1,487cc。
内径×行程：76.0mm×82.0mm。
第1世代
115PS / 5,600rpm
17kgf·m / 3,200rpm
(グロス表示)
搭載車種
- サニー ターボ ルプリ（B11）
- ローレルスピリット ターボXJ（B11）
- パルサーEXA 1500（N12）
- パルサー ターボ（N12）
- ラングレー ターボGT （N12）
- リベルタ ビラ SSSターボ （N12）

第2世代 ECCS
100PS / 5,600rpm
16kgf·m / 3,200rpm
(ネット表示)　

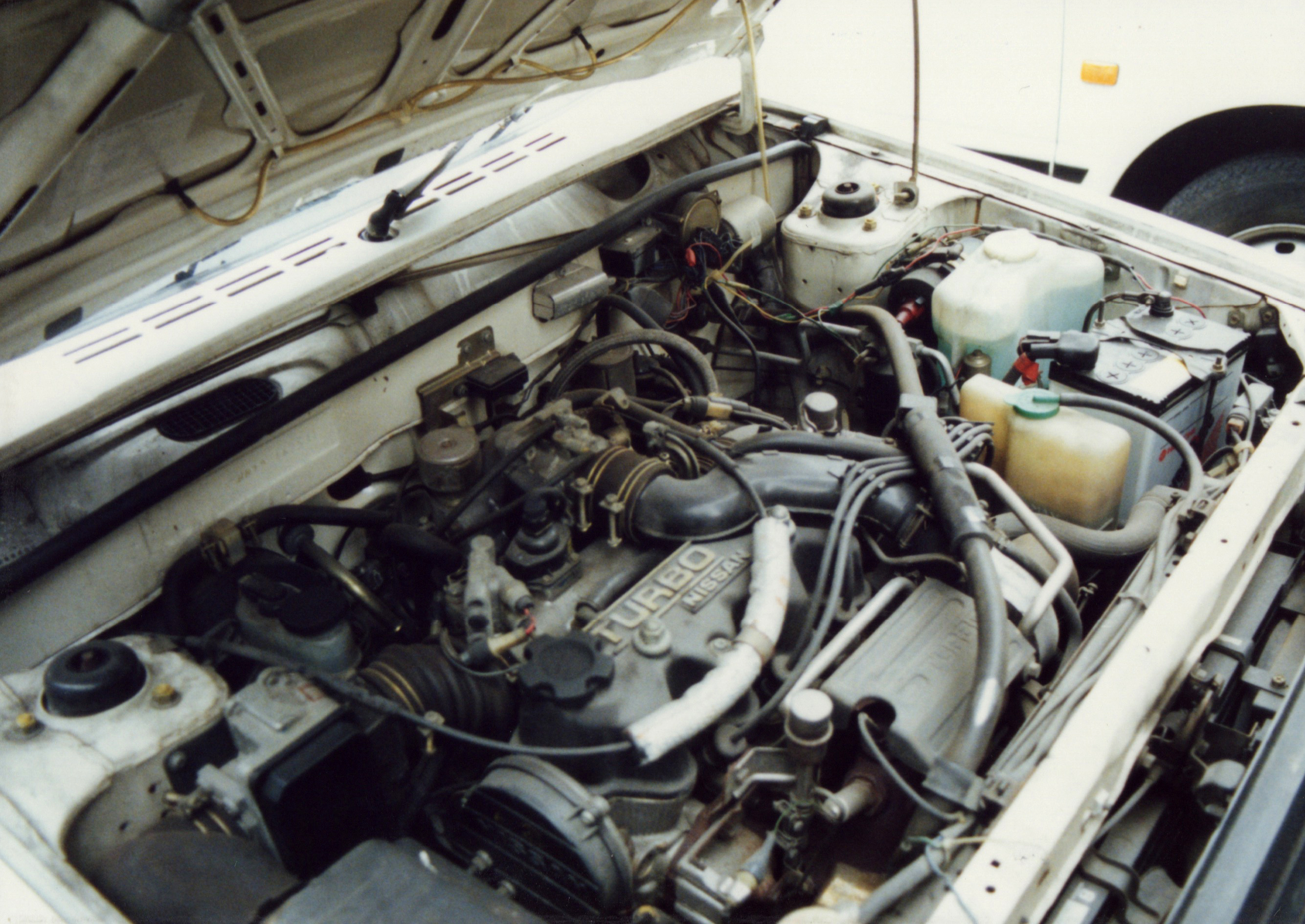
E15ET(ラングレー ターボ GT)

B12サニー系のみの搭載で、第1世代と比べると変更点が多いエンジンである。
吸入量センサーであるエアフローメーターがフラップ式からホットワイヤー式に変更。
圧電式ノックセンサーの追加、ディストリビューターが電子進角に変更。
インタークーラーは使用されていない。
搭載車種
- サニー（B12・前期型のみ）

### E16S
排気量1,597cc。
内径×行程：76.0mm×88.0mm。
搭載車種
- 輸出車両用エンジン